# 巷尾村

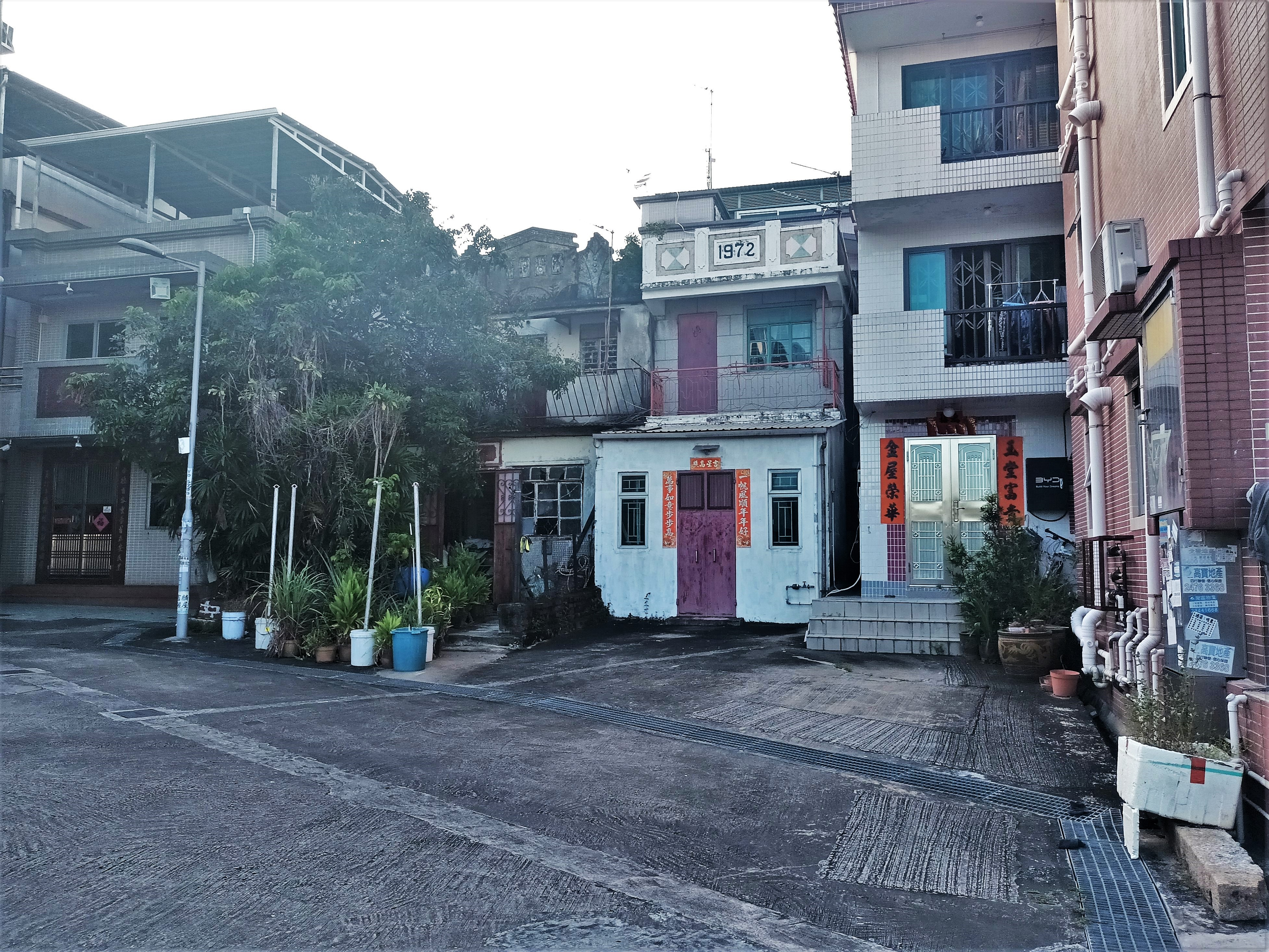
巷尾村

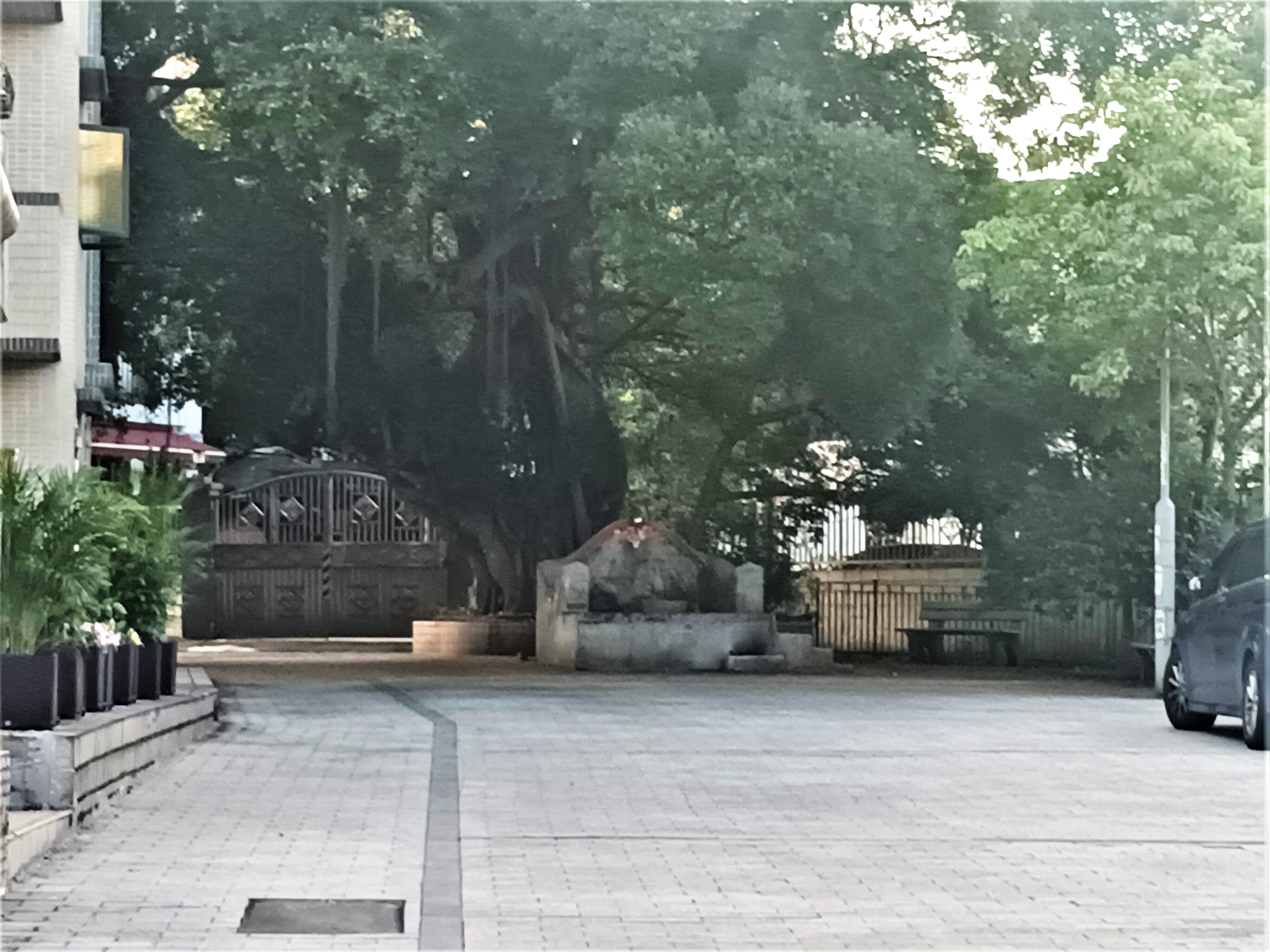
巷尾村內的神壇

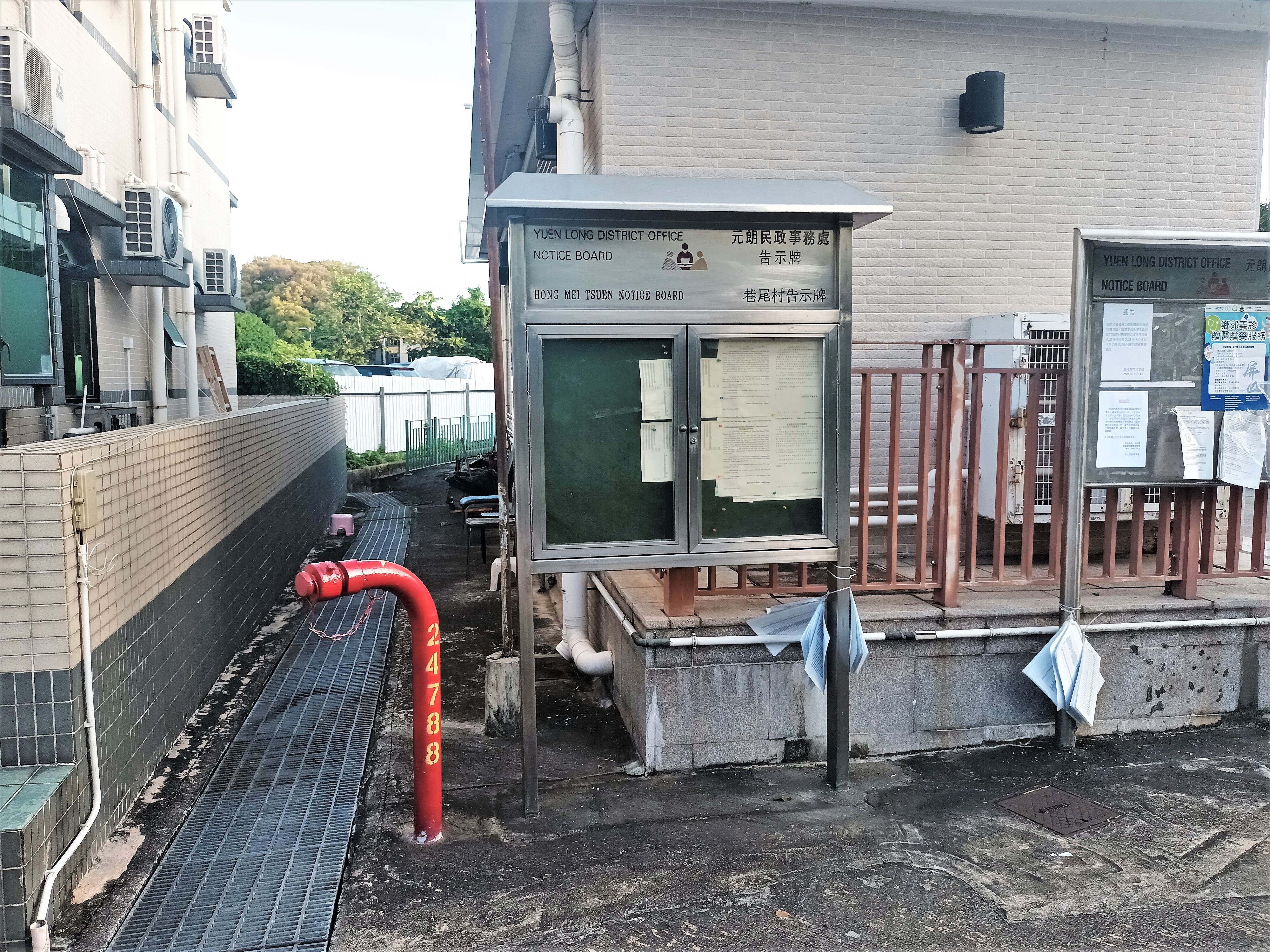
巷尾村內的告示牌

巷尾村（英語：Hong Mei Tsuen）是一條位於香港元朗區厦村的鄉村。

## 行政區劃
巷尾村是新界小型屋宇政策下其中一條認可鄉村。

## 歷史
據1911年人口統計顯示，巷尾村有人口52人，當中男性占21人。

## 特色
位於東頭村附近的廈村楊侯宮（又稱「東頭廟」）於1871年前建成。有指該廟是由東頭三村（由東頭村、羅屋村及巷尾村組成）的當地鄧氏族人興建。它於1988年被列為法定古蹟。

## 外部連結
- 居民代表選舉巷尾村（廈村）的劃定現有鄉村範圍（2019－2022年）

22°27′09″N 113°59′31″E / 22.452409°N 113.991887°E